# Melinnata americana
Melinnata americana är en ringmaskart som beskrevs av Hartman 1965. Melinnata americana ingår i släktet Melinnata och familjen Ampharetidae. Inga underarter finns listade i Catalogue of Life.